# Reglas de Sheffield
El reglamento de Sheffield fue un código futbolístico vigente en la ciudad inglesa de Sheffield entre 1857 y 1877. Nathaniel Creswick y William Prest idearon estas normas con el fin de que las usara el Sheffield Football Club, que había sido fundado recientemente. La Asociación de Fútbol de Sheffield las adoptó como oficiales tras su creación en 1867. Estas se expandieron por el norte de Inglaterra y por las Midlands cuando otros clubes y asociaciones comenzaron a emplearlas, convirtiéndose así en las más populares a lo largo de las décadas de 1860 y 70.
Seis años después de la creación del reglamento de Sheffield, el máximo órgano de este deporte en Inglaterra, la Asociación del Fútbol —The Football Association o FA en inglés—, estableció sus propias normas. Estas estuvieron influenciadas por las de Sheffield pero las disputas que surgieron por la existencia de ambos reglamentos llevaron a que el de Sheffield siguiese en vigor. Durante este tiempo, se incorporaron muchas reglas al juego. Asimismo, se jugaron partidos regularmente entre Sheffield y Londres empleando ambos conjuntos de normas. Esto dio pie a un acuerdo para unificarlas en un único reglamento administrado por la FA en 1877.
Las reglas influyeron notablemente en el desarrollo del deporte. Aparte de otros, introdujeron los conceptos del tiro libre después de una falta, los saques de esquina y los de banda. El hecho de que se prohibiese capturar el balón con las manos hizo que este se golpease también con la cabeza. Asimismo, la introducción de las posiciones de portero y delantero se les atribuyen a los primeros encuentros que se jugaron bajo estas reglas. El reglamento de Sheffield se usó tanto en el primer partido jugado entre dos clubes diferentes como en el primero perteneciente a una competición.

## Contexto

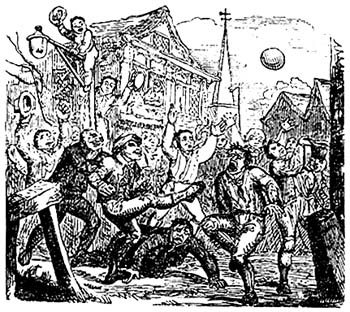
Ilustración que representa un partido de mob football. Este juego tradicional británico evolucionó en el para dar lugar a diferentes variantes, algunas de ellas cercanas a la versión moderna del fútbol.

El partido de fútbol más antiguo del que se tiene constancia que se disputara en Sheffield tuvo lugar en 1794. En el barrio de Bents Green, un combinado de esa ciudad se enfrentó a otro de Norton —por aquel entonces, una localidad perteneciente a Derbyshire— en un encuentro de fútbol medieval; concretamente, mob football, una variante. El partido duró tres días, lo cual no era inusual dada la época. En los registros, además, se señala que nadie falleció durante su disputa, si bien algunos jugadores sí sufrieron lesiones. El club de esgrima de Clarkehouse llevaba practicando fútbol desde el año 1852. La ciudad albergaba varios clubes deportivos y la popularidad que estaba adquiriendo el críquet animó al presidente del Sheffield Cricket Club a proponer la construcción de Bramall Lane.
En la década de 1850, varios colegios y clubes de toda Inglaterra tenían sus propias versiones del fútbol. Cada uno de ellos se guiaba por su propio código de reglas. La Universidad de Cambridge intentó unificarlas en 1848, pero fracasó en el intento, de tal manera que las reglas continuaron siendo inaccesibles para las personas que no pertenecieran a dichos clubes o colegios. Por aquel entonces, los partidos solían ser desorganizados y carecían de reglas fijas, por lo que se asemejaban más al fútbol de carnaval que al fútbol moderno. Es cierto que se disputaron partidos entre equipos nivelados en cuanto a número de jugadores, pero estos no eran más que la excepción allá por la década de 1860.
Durante el invierno de 1855, los jugadores del Sheffield Cricket Club organizaron algunos partidos informales de fútbol para mantener la forma de cara al comienzo de la nueva temporada. Dos de estos jugadores eran Nathaniel Creswick (1826-1917) y William Prest (1832-1885), ambos naturales de Yorkshire. Creswick procedía de una familia de Sheffield que llevaba produciendo bandejas de plata varios siglos. Tras completar sus estudios en el Collegiate School, comenzó a trabajar como abogado. La familia de Prest, por su parte, se había trasladado a la ciudad cuando William era aún joven. Su padre se había hecho con una vinatería y él se hizo cargo de ella tiempo después. Tanto Creswick como Prest eran hábiles deportistas. El primero practicaba un gran número de deportes además del críquet. El segundo llegó a formar parte de la selección de los once mejores jugadores de críquet de toda Inglaterra y también capitaneó a Yorkshire en varias ocasiones.
La reunión fundacional del Sheffield F. C. tuvo lugar el 24 de octubre de 1857 en Parkfield House, en el suburbio de Highfield. Usaron uno de los terrenos adyacentes como su primer terreno de juego.

## Reglas de 1858

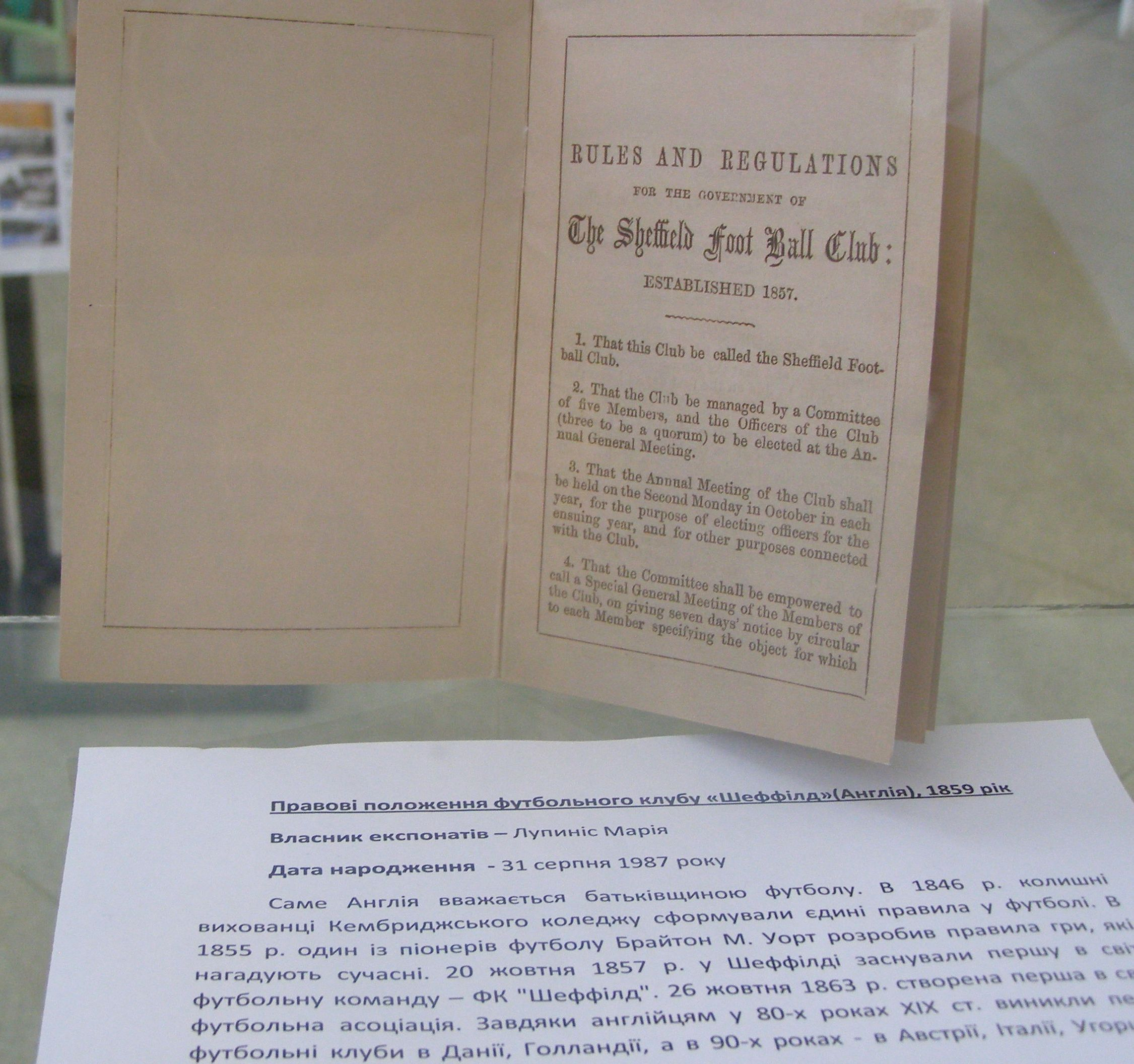
La primera edición de las reglas de 1858.

El primer conjunto de normas se plasmó sobre el papel en la primera reunión general anual del club, celebrada el 21 de octubre de 1858. El borrador original se enmendó en esa misma reunión para establecer las reglas de cara a la temporada 1858-59, que se reproducen —traducidas— a continuación:
1. El saque de centro (kick off) debe llevarse a cabo con el balón en el suelo (place kick).
2. Los tiros deben realizarse de una distancia de al menos veinticinco yardas.
3. Coger un balón (fair catch) que procede de cualquier otro jugador que no se encontrara en la zona de detrás de los banderines (touch) y no haya tocado el suelo en el trayecto autoriza al que lo consiga a realizar un tiro libre.
4. Se permiten las cargas cuando el balón está en el suelo (place kick) —a excepción de en el saque de centro (kick off)— desde el momento en que el jugador se dispone a patear el balón. No obstante, podrá arrepentirse siempre y cuando no lo haya tocado con el pie.
5. Está permitido empujar con las manos, pero no es legal, bajo ningún concepto, patear al adversario intencionadamente (hacking) ni tirarlo al suelo con las piernas (tripping).
6. No se permite retener el balón en ningún caso, a excepción de en los tiros libres.
7. No es legal sujetar o quitarse de en medio a otros jugadores.
8. No es legal levantar el balón del suelo, a no ser que esta acción se realice en la zona de detrás de los banderines (touch).
9. Se puede empujar o chutar el balón.
10. Para conseguir un gol, el balón debe golpearse desde algún lugar que no sea la parte que está más allá de la línea que trazan los banderines (touch) y este golpeo no puede ser de tiro libre (free kick).
11. Un balón que se encuentre más allá de los banderines (touch) está «muerto». Consecuentemente, el equipo que lo haya llevado hasta allí ha de colocarlo en el centro de esa zona y lanzarlo a otro sitio que se encuentre a al menos cinco yardas de ella.
12. Cada jugador deberá acudir al partido equipado con una franela roja y otra de color azul oscuro, de modo que cada equipo pueda vestirse con un color diferente.

## Visión general

### Concepción
Las reglas se habían venido usando desde la creación del club. Para su redacción, se tuvieron en cuenta algunas de las normas establecidas por diferentes colegios, pero el resultado final demostró que estas tuvieron poca influencia. Muchos de los miembros originales estudiaban en el Collegiate School, lo que supuso que se decantaran por un estilo de juego que favorecía el manejo del balón con los pies en vez de con las manos. Este estilo de juego era también el que prevalecía en las cercanas localidades de Penistone y Thurlstone.
Estas reglas fueron las primeras en sancionar el juego antirreglamentario con un tiro libre, introducir el saque de banda y eliminar la regla del fuera de juego. Asimismo, fueron las únicas que prohibieron que un gol se anotara directamente desde un saque de banda o un tiro libre.
El libro de actas también sufrió algunos cambios significativos. El primer borrador de reglas prohibía tocar el balón con las manos, a no ser que se tratara de un fair catch —acción que consiste en atrapar el balón con las manos después de que este haya sido lanzado por algún miembro del equipo rival—. También se vetaron las zancadillas. Pese a la relajación de las reglas, era evidente que estas favorecían la versión del juego consistente en conducir el balón con los pies y darle patadas, en detrimento del estilo consistente en manejarlo con las manos.
Tal y como quedó fijado, la temporada comenzaría el 1 de noviembre y se prolongaría hasta Sábado Santo. No se estableció el número de jugadores que conformaría cada equipo. Lo que sí que dictaban estas normas era que cualquier disputa que tuviera lugar en el terreno de juego la resolvería cualquier miembro del comité que estuviera presente. Esta fue, pues, la primera referencia a una posición que hoy en día ocupa el árbitro.

### Primeros años
En un primer momento, tan solo se empleó este conjunto de reglas para los partidos que enfrentaban a miembros del Sheffield F. C. Para formar los equipos, se tomaban como referencia los apellidos de los jugadores: aquellos cuyo apellido comenzara por alguna de las primeras letras del abecedario integraban un equipo, mientras que el resto pasaba a conformar el otro. Sin embargo, se percataron de que, casualmente, los jugadores de más talento coincidían en el primer equipo. Con el objetivo de solventar este problema se probaron diferentes alternativas, siendo la que enfrentaba a profesionales contra fabricantes y comerciantes la favorita. En diciembre de 1858 se enfrentaron por primera vez a un combinado de fuera, un equipo del 58.º Regimiento del Ejército. Al año siguiente, el club se encargó de imprimir un libro con las reglas. No obstante, las reglas no se asentaron del todo, ya que a lo largo de la temporada se llevaron a cabo algunas correcciones.

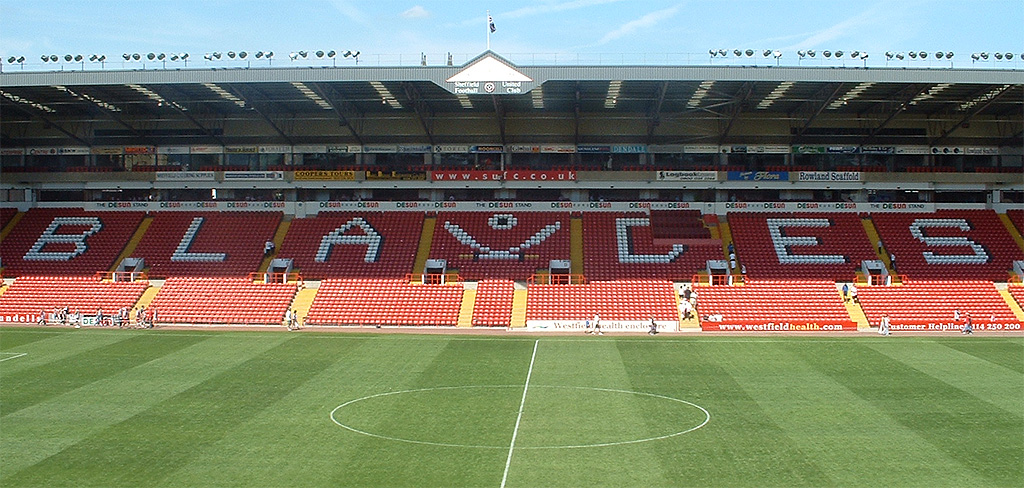
Concebido para la disputa de partidos de críquet, el estadio de Bramall Lane acogió algunos de los primeros encuentros
de fútbol de la historia. En la actualidad, es el campo en el que el Sheffield United disputa sus partidos como local.

En 1860 tuvieron lugar dos eventos de gran relevancia. El 31 de enero, se celebró una reunión en la que se resolvió que la regla número 8 debía ser remplazada por el siguiente texto: No se permite retener la bola (excepto en los tiros libres), golpearla o empujarla. Por otra parte y ya en el campo, el 26 de diciembre se disputó el primer partido de fútbol entre dos equipos pertenecientes a diferentes clubes: así, se enfrentaron el Sheffield y el recién creado Hallam F. C.. El encuentro se celebró en el campo del Hallam, conocido como Sandygate Road. En una crónica se hace notar que «los jugadores del Sheffield se presentaron con sus habituales escarlata y blanco», de lo que se puede deducir que el club ya usaba esos colores. Pese a que el Sheffield disputó el partido en inferioridad numérica, se impuso por dos goles a cero al Hallam.
En 1861, se introdujeron en las reglas los rouges, una modalidad de tantos. La idea se tomó prestada de Eton y consistía en incluir una meta de cerca de cuatro metros, a diferencia de la que se había venido usando hasta entonces, que sobrepasaba los siete. Además, se colocaron banderas a cada lado, a otros cuatro metros. Si el balón se colaba entre las banderas tras ser golpeado con los pies y alguien lo tocaba a continuación, el equipo que lo hiciera conseguía un rouge. Si al final del partido el resultado estaba empatado, el número de rouges podía emplearse para dilucidar el ganador. Una versión de esta regla puede apreciarse aún en la actualidad en el fútbol australiano.
El segundo libro de reglas que publicó el club en 1862 constaba ya de diecisiete. Aun así, el juego podía resultar aún bastante violento. Por ejemplo, un partido que se disputó el 29 de diciembre entre el Sheffield y el Hallam pasó a conocerse como la «batalla de Bramall Lane», ya que se produjo un incidente cuando Shaw y Waterfall, dos jugadores visitantes, estaban asiendo a Nathaniel Creswick. Aunque los relatos sobre lo que sucedió a continuación difieren entre sí, el informe original indicaba que Waterfall, accidentalmente, le había pegado un puñetazo a Creswick. Sin embargo, los jugadores del Hallam enviaron una carta en la que aseguraban que era la respuesta al golpe que Creswick le había dado. Sea cual fuere la causa, todo devino en una trifulca en la que se vieron envueltos gran parte de los jugadores y varios espectadores. Como castigo, a Waterfall lo enviaron a cubrir la portería.

### Sheffield y Londres
La Football Association (FA) se creó tras la celebración de una reunión en la Freemason’s Tavern de Great Queen Street, Londres, el 26 de octubre de 1863. El Sheffield F. C. envió a cuatro representantes en calidad de observadores. Un mes más tarde, se unió a la nueva organización a través de una carta que envió William Chesterman. Adjunta a esa misma carta iba una copia de las reglas de Sheffield. Además, aprovechó para mostrar la oposición del club a la permisividad que estos mostraban con las zancadillas y la posibilidad de correr con el balón; las tildaban de «diametralmente opuestas al fútbol». Esta carta se leyó en una reunión de la FA celebrada el 1 de diciembre de 1863. Las normas que permitían lo que los miembros del club de Sheffield tanto criticaban se abolieron en ese mismo encuentro. El nuevo código pasó a conocerse como «fútbol asociación».
La norma del fuera de juego se introdujo en las reglas de Sheffield en 1863. De acuerdo con su versión, bastaba con que hubiera un miembro del equipo contrario entre el jugador y la portería para habilitar la posición del atacante. Pese a estar sobre el papel, a la hora de jugar la regla se usaba en muy contadas ocasiones. La versión de la FA, que obligaba a mantener un jugador por detrás de la bola en todo momento, fue introducida durante la temporada 1865-66, pero no tuvo mucho éxito, ya que provocó una disminución considerable de las oportunidades de gol. La versión de Sheffield fue la que se adoptó finalmente y la que se usó hasta la asunción de las reglas de la FA en 1877.
Tras la creación de sus normas, la FA se mantuvo inactiva durante un tiempo. No obstante, en 1866, el Sheffield F. C. propuso jugar un partido contra un club adscrito a la federación. Esta solicitud se malinterpretó y acabaron jugando contra un combinado de jugadores de la FA bajo las reglas de la federación. Disputado el 31 de marzo, fue el primer encuentro cuya duración se limitó a 90 minutos y el Sheffield la adoptó para futuros enfrentamientos. La FA la incorporaría en su libro de reglas de 1877. La federación de Londres envió una carta en noviembre con el objetivo de organizar un segundo partido, pero este nunca tuvo lugar, ya que no se llegó a un acuerdo sobre qué reglas se usarían.
La FA introdujo un larguero a una altura de cerca de dos metros y medio, imitando al Sheffield, aunque el club decidió ese mismo año elevarlo hasta los 2,7 metros. El Sheffield también suprimió el fair catch de sus normas, de manera que se completó la transición hacia un deporte exclusivamente de pateo.
Para el año 1867, las reglas de Sheffield dominaban el panorama futbolístico inglés, ya que la FA aún no había alcanzado las cotas de importancia a nivel nacional de las que disfruta hoy en día. El número de clubes adscritos había disminuido a diez y en una reunión se alertó de que tan solo tres clubes —a saber, el No Names Club, el Barnes y el Crystal Palace— usaban sus normas. En esa misma reunión, el secretario del Sheffield propuso tres cambios en las normas: la adopción de los rouges y su versión del fuera de juego y la introducción de un tiro libre por tocar el balón con la mano. La federación, sin embargo, no aceptó ninguna de estas tres mociones. A finales de ese mismo año, prohibieron tanto el manejo con las manos como los touchdowns, con el objetivo de, tal y como se afirmó, acercar el deporte a otros en los que no se empleaban las manos.

### Nacimiento de la competición
En 1867, el primer campeonato de fútbol, la Youdan Cup, se disputó bajo las reglas de Sheffield. En este participaron doce equipos locales y se llevó a cabo durante los meses de febrero y marzo. El comité organizador decidió que hubiese un árbitro que se situase fuera del terreno de juego y se encargarse de señalar las infracciones que se produjeran. La final tuvo lugar el 5 de marzo y fue el segundo partido disputado en Bramall Lane. Una multitud compuesta por 3 000 personas —lo que marcó un nuevo récord mundial— presenció el alzamiento del Hallam F.C. como campeón después de marcar dos rouges en los cinco últimos minutos que supusieron la remontada y la victoria final por 2-1. Los doce equipos que participaron en este torneo, a los que se les unió el Sheffield F.C., crearon la Asociación de Fútbol de Sheffield. Esta adoptó el reglamento de Sheffield como oficial sin hacer ningún cambio. A lo largo de la siguiente década, se crearon varias asociaciones regionales, emulando a la de Sheffield.
Un año después, se disputó un segundo torneo, la Cromwell Cup. En esta ocasión, solo pudieron inscribirse aquellos equipos que no tuviesen más de dos años de historia. De los cuatro conjuntos que compitieron, el The Wednesday resultó campeón. El tiempo reglamentario de la final terminó con empate a cero, por lo que el partido se tuvo que prolongar hasta que uno de los dos conjuntos anotase algún tanto. Esta fue la primera vez en la que se jugó una prórroga. Sería, además, el último torneo que se jugase en Sheffield en nueve años, hasta la formación de la Sheffield Football Association Challenge Cup en 1876.
Los rouges se eliminaron en 1868, al ser remplazados por goles y saques de esquina. La Asociación de Fútbol de Sheffield limitó el uso de las manos a una distancia de tres metros de la portería. La FA, sin embargo, introdujo la figura del guardameta, que podía valerse de las manos para tocar el balón en cualquier lugar del terreno de juego. Con el objetivo de evitar que su juego pareciese más aburrido, la Asociación de Sheffield expandió el límite hasta la línea de medio campo.
En 1870, la FA admitió a dieciséis equipos adscritos a la Asociación de Sheffield y les permitió, además, continuar jugando con las reglas de Sheffield contra equipos pertenecientes a ella. Un año más tarde, la propia Asociación de Sheffield en su conjunto se afilió a la FA y comenzaron a disputarse encuentros entre equipos de ambas asociaciones.
Entre 1871 y 1876 se jugaron dieciséis partidos entre ambas asociaciones. Aunque muchos de ellos se basaron o bien en las normas de Londres o bien en las de Sheffield, hubo algunos que se disputaron bajo un conjunto de normas que salió de la mezcla de ambas. Asimismo, algunos aspectos del juego que se desarrollaba en Sheffield se incorporaron al reglamento de la FA. Al mismo tiempo, el hecho de que se disputaran partidos entre Sheffield y London tuvo como consecuencia que ambos conjuntos de normas se asemejaran cada vez más. La Asociación de Sheffield propuso la introducción de los saques de esquina y la FA la aceptó el 17 de febrero de 1872. La FA también siguió el ejemplo de Sheffield en otros aspectos y así, por ejemplo, limitó la capacidad del portero de manejar el balón con las manos a su mitad del campo. En Sheffield, por su parte, adecuaron la altura del travesaño a lo propuesto por la FA: 2,4 metros.

### Declive y desaparición
La edición inaugural de la FA Cup se celebró en 1871, pero los clubes de Sheffield se negaron a participar, ya que la competición se llevó a cabo bajo el reglamento de la FA. El primer equipo de la zona en participar fue el Sheffield F. C., que lo hizo en la temporada 1873-74. De hecho, la Asociación de Sheffield había intentado que participara un combinado de jugadores de todos los equipos afiliados a ella, pero la organización se negó. Aun así, el Sheffield F. C. alcanzó los cuartos de final, ronda en la que fue eliminado por el Clapham Rovers.
La Asociación de Sheffield creó su propia Challenge Cup en 1876. Cualquier equipo adscrito a la asociación —que ahora incorporaba conjuntos de más allá del área local— podía tomar parte en la competición. La primera final, que enfrentó al Heeley y al Wednesday, congregó a 8000 personas, el doble de personas que la final de la FA Cup de ese mismo año. De hecho, la competición de la FA no superó esta cifra hasta el año 1883.

La Federación Internacional de Fútbol Asociación (FIFA), la institución que en la actualidad gobierna las federaciones de fútbol en todo el planeta, se fundó en 1904. En el momento de su creación, adoptó las normas establecidas por la International Football Association Board (IFAB), de modo que las reglas de Sheffield fueron cayendo en el olvido.

Para el año 1877 estaba ya claro que la situación era insostenible. La revista The Field publicó varias cartas críticas y, finalmente, se decidió unificar el deporte bajo un conjunto de reglas. El éxito de la FA Cup había aupado a la FA a una posición dominante. Aun así, esta aceptó incorporar la regla de Sheffield que permitía que los saques de banda se realizasen en cualquier dirección. A cambio, se instauró la regla del fuera de juego propuesta por la FA, la de los tres jugadores.
La influencia de la Asociación de Sheffield comenzó a desvanecerse allá por la década de 1880. Los problemas internos salieron a la luz con las disputas entre la propia asociación y una nueva que se había creado, rival, la de Hallamshire. La de Sheffield, además, dirigida por Charles Clegg, libró una batalla contra la instauración del profesionalismo y salió derrotada. El Sheffield no estaba a la altura de los equipos que se habían acogido al profesionalismo y, de hecho, sufrió abultadas derrotas contra el Aston Villa, el Nottingham Forest y el Notts County. Clegg temía que la introducción de elementos que buscaban explotar el fútbol para su propio beneficio económico corrompería y, finalmente, destruiría el deporte. Tras la legalización del profesionalismo, el Sheffield le propuso a la FA la creación de un torneo en el que solo pudieran participar clubes amateur. Llegada la mitad de la década, varios clubes locales, como el Sheffield o el Hallam F. C., atravesaban graves problemas financieros.
Las cuatro asociaciones nacionales del Reino Unido se reunieron en 1882 con el fin de crear un conjunto de reglas común. De esta manera surgió la International Football Association Board (IFAB), cuya primera reunión se celebró en 1886. El papel de la IFAB se vio reforzado cuando la Federación Internacional de Fútbol Asociación (FIFA) adoptó sus normas en 1904, año de su creación. Desde ese momento hasta la actualidad, esta federación ha sido la encargada de velar por las normas.

## Impacto de las reglas

### Innovaciones derivadas de su adopción
Los equipos de Sheffield crearon las primeras porterías con postes sólidos. El cabeceo, los saques de banda, los de esquina y la concesión de tiros libres después de las faltas fueron otras de las innovaciones que estos equipos introdujeron. Una de las normas más duraderas es la que prohíbe marcar un gol directamente de un saque libre o de banda. Esta regla estuvo presente en todas las versiones del reglamento de Sheffield y se incorporó más tarde a las reglas de la FA. Posteriormente, la IFAB la refinó, dando así lugar al tiro libre indirecto que existe en la actualidad.
El juego aéreo también se desarrolló gracias a las reglas de Sheffield. A pesar de que los aficionados se mofaron de estos jugadores cuando acudieron a Londres a disputar un partido en 1866, el cabeceo se convertiría en una de las características más importantes del juego nacional. Esto se vio favorecido por la prohibición, ese mismo año, del fair catch, de modo que los jugadores de campo —esto es, todos menos aquel que fuese designado portero— no podían tocar el balón con las manos.
La versión de 1862 introdujo también un tiempo de descanso a mitad de partido, que los equipos aprovecharían para cambiar de porterías. En un primer momento, los equipos se cambiaban de portería cada vez que se anotaba un gol y, en caso de que el resultado fuese de cero a cero al descanso, era en ese momento cuando lo hacían. Sin embargo, a partir de 1876, la regla estableció que las porterías se intercambiarían una sola vez, en el descanso, independientemente de cuál fuese el resultado en ese momento.
Los primeros partidos no contaban con ningún colegiado que siguiera el partido desde el propio terreno de juego, pero para solucionar las disputas que pudieran surgir entre los jugadores era posible acudir a un miembro del comité. A finales de 1862, se introdujo la figura del juez. En cada partido participaban dos de ellos, cada uno designado por uno de los equipos. Para la Youdan Cup de 1867, se decidió que hubiera un árbitro imparcial, que presenciara el partido desde fuera y al que pudieran acudir los dos jueces con el objetivo de defender a sus respetivos equipos. La FA introdujo este mismo concepto y este perduró hasta 1891, momento en que se decidió que el árbitro siguiera el partido desde el propio terreno de juego y los dos jueces pasaran a ser de línea. Charles Clegg fue el primero en sugerir, en una reunión de la Asociación de Sheffield celebrada en 1874, que estos emplearan un banderín.
Pese a que las reglas de Sheffield fueron cayendo en el olvido, las gentes de ese lugar persistieron en sus innovaciones. Así, el 15 de octubre de 1878, 20 000 personas presenciaron en Bramall Lane el primer partido disputado en un terreno de juego iluminado con focos. El partido, de exhibición, se organizó con el fin de probar dichos focos y lo disputaron dos selecciones de jugadores, capitaneadas, respectivamente, por los hermanos William y Charles Clegg. El equipo de William se impuso por dos goles a cero. El experimento se repitió un mes más tarde en The Oval. Sin embargo, el primer partido de liga con iluminación artificial no se disputaría hasta ochenta años después.
El concepto de penalti se sacó a colación por primera vez en una reunión de la Asociación de Sheffield celebrada en 1879. La idea era que se usase para penalizar las faltas que tuvieran lugar a menos de 1,8 metros de la portería. Finalmente, se introdujo en las reglas en 1892. Los jugadores de Sheffield desarrollaron también la rosca a finales de la década de 1870. Esta les permitía anotar tantos. Hoy en día, es una técnica empleada habitualmente. Asimismo, fueron las reglas de Sheffield las que dieron lugar a que sea el equipo contrario el que saca de banda cuando uno de los conjuntos lanza el balón fuera.

### Proyección de las reglas
Muchas de las reglas ideadas en Sheffield se usan todavía en la actualidad. El código de la FA sufrió doce cambios en el periodo comprendido entre 1863 y 1870, de los cuales ocho fueron para introducir reglas de Sheffield. A lo largo de este periodo, la Asociación de Sheffield fue muy influyente, pero apoyó a la FA en 1867, cuando esta estaba al borde del colapso. La FA introdujo el concepto de saque de esquina en 1872 y limitó al portero —en su mitad del campo— el manejo del balón con las manos un año más tarde. En las últimas negociaciones entre Sheffield y Londres, los de la capital accedieron a permitir que los saques de banda se realizaran en cualquier dirección.
Durante la década de 1860, Sheffield y Londres mantuvieron una posición preponderante y dominaron la cultura futbolística inglesa. Sin embargo, mientras que Londres se encontraba fragmentado como consecuencia de la gran variedad de códigos que empleaban sus adscritos, en Sheffield se habían asentado, con gran aceptación, las reglas de 1862. El Nottingham Forest adoptó el reglamento en 1867 y las asociaciones de Birmingham y Derbyshire se afiliaron a Sheffield en 1876, de modo que también pasaron a usar sus normas. Gran parte de los clubes del norte y de las Midlands se guiaban por las reglas de Sheffield, mientras que las de la FA eran las más usadas de Birmingham hacia el sur.
Existen pruebas circunstanciales de que estas reglas influyeron también en la concepción del reglamento para el fútbol australiano, que se creó un par de años más tarde. Ambos códigos compartían una característica esencial, y es que no contemplaban el fuera de juego. También se aprecian similitudes en las reglas para el saque de centro, el de banda o el fair catch, entre otros. Henry Creswick —posiblemente un familiar lejano de Nathaniel Creswick— nació en Sheffield, pero emigró a Australia con su hermano en 1840 —de hecho, la localidad australiana de Creswick se llama así en su honor—. Se trasladó a Melbourne en 1854 y se implicó en el desarrollo local del críquet. Jugó al primer nivel con el equipo de Victoria durante la temporada 57-58, en la que compartió filas con tres de los fundadores del Melbourne Football Club; incluyendo a Tom Wills, a quien se le otorga el mérito de crear las reglas originales.
A pesar de que sus reglas perdieron importancia, Sheffield se mantuvo como la capital mundial del fútbol hasta el advenimiento del profesionalismo. Los partidos de la asociación contra la de Londres estaban a la altura de los enfrentamientos entre Inglaterra y Escocia y las finales de la FA Cup. Charles Clegg, natural de Sheffield, accedió al cargo de presidente de la FA en 1890 y la dirigió hasta su muerte en 1937. De esta manera, se convirtió en el presidente que más años permaneció en el puesto y se ganó el sobrenombre de «Napoleón del fútbol».

### Formaciones, posicionamiento y pases
Los primeros partidos se disputaron con un número variable de jugadores. Algunos de ellos, incluso, se jugaron con equipos desnivelados, bien porque algunos de los jugadores no podían acudir al encuentro o bien porque uno de los dos equipos le ofrecía al otro una ventaja. En el primer partido entre el Sheffield y el Hallam, por ejemplo, los locales contaron con dieciséis jugadores y se enfrentaron a un total de veinte. En general, los equipos solían contar con más jugadores que en la actualidad. En octubre de 1863, el Sheffield anunció que solo jugaría partidos con y contra equipos de once jugadores. Aun así, en un periodo de transición de cerca de un lustro, continuó disputando encuentros desnivelados. No obstante, para 1867, la gran mayoría de los partidos en los que participaba el Sheffield los disputaban equipos de entre once y catorce futbolistas.
Una de las primeras posiciones que se desarrolló al calor de este código fue la del kick through. Solo existía con este código, ya que aprovechaba la inexistencia del fuera de juego. El papel del jugador que se desenvolviera en esta posición consistía en mantenerse cerca de la portería del rival y esperar a que le consiguiesen colar un balón —en la actualidad, se conoce como palomeros a los jugadores que se valen de esta técnica—. Para el año 1871, estos jugadores se habían reconvertido en delanteros. Con el objetivo de parar a los kick throughs, se creó, además, la posición de cover goal, que realizaba un marcaje cara a cara sobre el avanzado jugador rival.
De acuerdo con Charles Alcock, el Sheffield desarrolló el estilo de pases moderno, conocido como juego combinativo. En octubre de 1863, este equipo anunció que solo disputaría partidos de once jugadores contra once. Según los registros, en enero de 1865, el Sheffield F. C. anotó un gol contra el Nottingham valiéndose de «movimientos científicos». Una crónica de un partido de noviembre de ese mismo año apuntaba lo siguiente: «No nos es posible describir el juego científico con el que los jugadores del Sheffield se apoyan entre sí». De este juego combinativo del Sheffield quedó constancia también en un apunte que data de 1868: «una clara y rápida jugada entre K. Smith, Denton y J. Knowles que resultó en un gol para el Sheffield, con el zapatazo final de J. Knowles». De igual manera, hay también pruebas coetáneas a aquellos partidos —enero de 1872— que demuestran que el Sheffield se valía de pases para conseguir goles. En la crónica de un partido contra el Derby se apuntó lo que sigue: «W. Orton, un futbolista de juego cuidado, se acercaba con la bola a la portería, donde le devolvió la pelota a J. Marsh, que consiguió un gol gracias a un disparo directo». Esta jugada, que tuvo lugar en las proximidades de la portería, sugiere que se produjo un pase corto y que después se le devolvió la bola a Marsh, de modo que hubo una combinación de al menos dos.
Esta misma fuente ofrece detalles de otras tácticas nacientes: «T. Butler hizo posible este gol con una de las más exitosas demostraciones del arte del tirabuzón y el uso del engaño, que consiguió despertar las risas de los espectadores». De manera similar, la siguiente prueba del uso de los pases data de enero de 1872: «El Sheffield anotó el único gol del partido gracias a una buena carrera de Steel, quien, con buen juicio, le pasó el balón a Matthews para que, con un tiro bueno y directo, pusiera el balón fuera del alcance del portero». En este partido —contra el Notts—, el jugador W. E. Clegg también demostró «una buena conducción del balón con los pies y un buen pateo». Las condiciones en las que se encontraba el terreno de juego, sin embargo, «hacían imposible el despliegue de una exhibición científica», afirmación de la que se deduce que en otros momentos su juego era más «científico» incluso. Este partido de marzo de 1872 fue descrito como «rápido y osado» y se dijo que desplegaban «ciencia de mucho orden» en el terreno de juego.
Antes de la introducción del larguero, los equipos solían jugar sin portero. La primera referencia a esta figura aparece en la crónica de la ya mencionada «batalla de Bramall Lane», que tuvo lugar en 1862. La posición, no obstante, se usaba en ocasiones como alternativa a la expulsión de un jugador: en vez de marcharse, podía ejercer de guardameta. Pese a que finalmente se reconoció la posición como tal, en ocasiones las reglas se referían como portero al jugador más cercano a su propia portería, ya que era el que tenía la posibilidad de manejar el balón con las manos. A diferencia del reglamento de la FA, el de Sheffield nunca limitó dicho manejo a un solo jugador. Aun así, llegada la década de 1870, los equipos acostumbraban a designar a un único jugador para esa posición.
El partido entre la Asociación de Sheffield y la FA que se celebró en diciembre de 1871 es notable por el hecho de que aporta pruebas del desarrollo de varias posiciones. Además de la primera mención a los delanteros, también hace referencia a los alas, conocidos en la actualidad como extremos. Por lo demás, el resto del equipo se aglomeraba en el centro del campo. Los half backs, que ahora se conocen como centrales, no se mencionaron hasta un año después. Para mediados de la década de 1870, era habitual que dos half backs y dos cover goals ayudaran al portero en las tareas defensivas. Para el ataque, mientras tanto, se destinaban cinco centrocampistas y un delantero. En definitiva, la formación más habitual era un 2-2-5-1.

## Personas clave

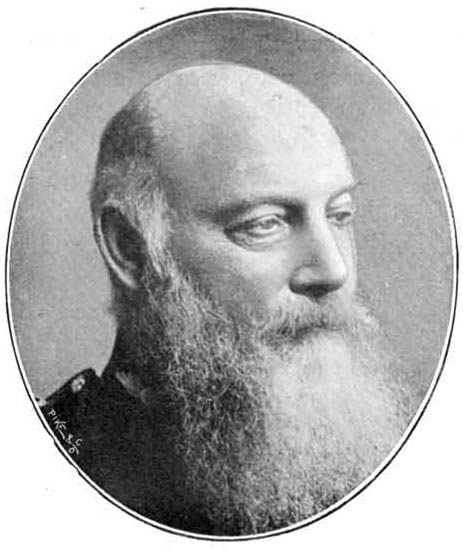
Sir Nathaniel Creswick (1831-1917), uno de los fundadores del Sheffield FC

Tanto Nathaniel Creswick como William Prest son considerados los creadores del Sheffield F. C., así como de su propio reglamento. Una vez creado, continuaron teniendo una gran importancia en el equipo, siendo ambos miembros del comité. No obstante, fue Creswick el que tuvo una mayor influencia en las reglas por sus cargos de Secretario Honorífico y Tesorero de la entidad deportiva.
John Shaw fue uno de los primeros miembros del Sheffield Club. Sin embargo, otro de ellos, Thomas Vickers, fue también el creador de su principal rival, el Hallam F. C. Asimismo, fue elegido vicepresidente de la Asociación de Fútbol de Sheffield tras su formación y ocupó el cargo de presidente desde 1869 hasta 1885. Durante el periodo que estuvo en la presidencia, organizó los primeros encuentros entre asociaciones diferentes y colaboró a la hora de difundir el reglamento de Sheffield a lo largo de todo el país.
John Charles Clegg —más conocido como Charles— tuvo una gran influencia en el deporte tanto a nivel local como a nivel nacional. Como jugador, participó en el primer partido entre dos asociaciones de fútbol diferentes y disputó el primer encuentro internacional, entre Inglaterra y Escocia, lo que le convirtió en el primer jugador nacido en Sheffield en representar a su selección nacional. Ejerció el cargo de presidente en los dos clubes profesionales de la ciudad —teniendo un importante papel en la creación del Sheffield United— y en las asociaciones de Sheffield y Hallamshire, las cuales fusionó en una sola. Tras esto, asumió el liderazgo de la Junta Directiva de la Football Association en 1890 y la presidencia en 1923. Mantuvo ambos cargos hasta su fallecimiento en 1937.
Aunque no mantuvo una relación directa con el fútbol en Sheffield, Charles Alcock tuvo una gran importancia en las relaciones entre las asociaciones locales y londinenses. Convenció a la FA para que aceptara el reglamento de Sheffield y lo adoptase como oficial. Cuando esta rechazó un partido entre asociaciones en la ciudad de Sheffield bajo sus normas, Alcock fue el encargado de organizar un equipo de jugadores de Londres para no tener que suspender el partido. El éxito de este encuentro hizo que este se convirtiera en un evento regular a lo largo de los años siguientes.

### Citas
1. ↑  «Medieval mob football» (en inglés). Health and fitness history. Consultado el 23 de mayo de 2018.
2. ↑  Farnsworth, 1995, pp. 16-17.
3. ↑  Murphy, 2007, p. 39.
4. 1 2  Young, 1964, pp. 15-17.
5. 1 2 3 4 5 6 7 8 9 10  «From 1863 to the Present Day» (en inglés). FIFA.com. Archivado desde el original el 21 de mayo de 2017. Consultado el 7 de abril de 2018.
6. ↑  Mangan, 1999, p. 95-96.
7. 1 2 3 4 5 6  Goodley, Simon (25 de octubre de 2007). «Sheffield FC parade status». The Telegraph (en inglés). Consultado el 7 de abril de 2018.
8. ↑  Harvey, 2004, p. 8.
9. 1 2 3 4 5 6 7 8  «Thursday legends - Nathaniel Creswick» (en inglés). Sheffield Football Club. 20 de marzo de 2014. Archivado desde el original el 9 de abril de 2018. Consultado el 8 de abril de 2018.
10. 1 2 3 4 5  «Thursday legends - William Prest» (en inglés). Sheffield Football Club. 13 de marzo de 2014. Archivado desde el original el 9 de abril de 2018. Consultado el 8 de abril de 2018.
11. 1 2 3  Sallie George (24 de octubre de 2007). «Potting shed birth of oldest team» (en inglés). British Broadcasting Corporation. Consultado el 7 de abril de 2018.
12. ↑  Murphy, 2007, pp. 38-39.
13. ↑  Farnsworth, 1995, pp. 21-22.
14. ↑  Hutton, Curry y Goodman, 2007, p. 50.
15. 1 2 3 4  Harvey, 2005, pp. 95-99.
16. 1 2 3 4 5 6 7 8 9 10  «History» (en inglés). Sheffield Football Club. Archivado desde el original el 12 de agosto de 2014. Consultado el 8 de abril de 2018.
17. ↑  «Sheffield: Where football kicked off» (en inglés). Sheffield Football Club. 9 de mayo de 2008. Archivado desde el original el 9 de mayo de 2008. Consultado el 7 de abril de 2018.
18. ↑  Murphy, 2007, pp. 41-43.
19. ↑  Young, 1964, p. 18.
20. ↑  Murphy, 2007, p. 47.
21. 1 2  Murphy, 2007, p. 44.
22. ↑  Farnsworth, 1995, p. 23.
23. ↑  Mangan, 1999, p. 110.
24. ↑  Murphy, 2007, p. 46.
25. ↑  «Local and General Intelligence». Sheffield Daily Telegraph. 28 de diciembre de 1860.
26. 1 2  Young, 1964, pp. 18-19.
27. ↑  Murphy, 2007, p. 68.
28. 1 2  Pawson y Brailsford (1862). Rules of Sheffield Football Club.
29. ↑  Hutton, Curry y Goodman, 2007, pp. 31-32.
30. ↑  Murphy, 2007, pp. 65-66.
31. 1 2 3  Wilson, Jonathan. «The Question: Why is the modern offside law a work of genius?». The Guardian (en inglés). Consultado el 8 de abril de 2018.
32. ↑  Harvey, 2005, p. 116.
33. 1 2  Murphy, 2007, p. 67.
34. 1 2 3  Young, 1964, p. 23.
35. ↑  Murphy, 2007, p. 70.
36. 1 2  Harvey, 2005, p. 122.
37. ↑  Murphy, 2007, p. 66.
38. ↑  «Football Association meeting». Bell's Life. 24 de febrero de 1866.
39. ↑  Harvey, 2005, p. 165.
40. 1 2  Murphy, 2007, pp. 77-78.
41. ↑  Murphy, 2007, pp. 101-102, 106.
42. ↑  Farnsworth, 1982, pp. 12-13.
43. ↑  Murphy, 2007, p. 79.
44. ↑  Farnsworth, 1982, p. 18.
45. ↑  Young, 1964, p. 24.
46. ↑  Young, 1964, pp. 28-29.
47. ↑  Young, 1964, p. 27.
48. ↑  Hutton, Curry y Goodman, 2007, pp. 35-36.
49. 1 2  Murphy, 2007, pp. 121-122.
50. ↑  Young, 1964, pp. 15-16.
51. ↑  Murphy, 2007, pp. 105-106.
52. ↑  Farnsworth, 1995, pp. 29, 50-51.
53. 1 2 3 4 5 6  «Thursday legends - Charles Clegg» (en inglés). Sheffield Football Club. 5 de diciembre de 2013. Archivado desde el original el 9 de abril de 2018. Consultado el 8 de abril de 2018.
54. 1 2  Asociación de Fútbol de Inglaterra. The National Football Calendar for 1881. The Cricket Press. p. 3.
55. ↑  «Sheffield FC: Over 150 years of history» (en inglés). FIFA. 24 de octubre de 2007. Archivado desde el original el 16 de febrero de 2018. Consultado el 8 de abril de 2018.
56. ↑  Young, 1964, p. 40.
57. ↑  Murphy, 2007, pp. 43, 57.
58. 1 2  Murphy, 2007, p. 117.
59. 1 2 3 4  «Thursday legends - William Clegg» (en inglés). Sheffield Football Club. 19 de diciembre de 2013. Archivado desde el original el 9 de abril de 2018. Consultado el 8 de abril de 2018.
60. ↑  Barrett, 1996, p. 7.
61. 1 2  Murphy, 2007, p. 107.
62. ↑  Mangan, 2005, p. 112.
63. ↑  Harvey, 2005, p. 125.
64. ↑  Murphy, 2007, p. 106.
65. ↑  Harvey, Adrian (2001). «An Epoch in the Annals of National Sport': Football in Sheffield and the Creation of Modern Soccer and Rugby». The International Journal of the History of Sport (en inglés) (Routledge) 18 (4): 53-57. Consultado el 8 de abril de 2018.
66. ↑  Harvey, 2005, pp. 92, 116.
67. ↑  Murphy, 2007, pp. 69, 106.
68. 1 2 3  Murphy, 2007, pp. 39-41.
69. ↑  Ward, 2000, p. 1.
70. ↑  Dickens, 1879, p. 147.
71. ↑  Cox, Vamplew y Russell, 2002, p. 3.
72. 1 2  Murphy, 2007, p. 59.
73. 1 2  Harvey, 2005, pp. 118-119.
74. 1 2  Murphy, 2007, pp. 65, 82.
75. ↑  Alcock, Charles (1874). Football: our winter game.
76. ↑  El Bell's Life in London and Sporting Chronicle, cuyo número 2229 se publicó en Londres el sábado, 7 de enero de 1865, apuntaba lo siguiente: «El Sheffield, sin embargo, se hizo finalmente con la ventaja. Gracias a algunos movimientos científicos de Mr. J. Wild, consiguió un gol que provocó la alegría general».
77. ↑  Número 2275 del Bell's Life in London, publicado el 26 de noviembre de 1865.
78. ↑  Número 2390 del Bell's Life in London, publicado el sábado, 8 de febrero de 1868.
79. 1 2  Número 8218 de The Derby Mercury, publicado el miércoles, 17 de enero de 1872.
80. ↑  Número 2691 del Bell's Life in London and Sporting Chronicle, publicado el sábado, 27 de enero de 1872.
81. ↑  Número 2697 del Bell's Life in London and Sporting Chronicle, publicado el sábado, 9 de marzo de 1872.
82. 1 2  Murphy, 2007, p. 82.
83. ↑  «Football Match at Bramall Lane». Sheffield and Rotherham Independent. 1 de enero de 1863.
84. ↑  Hutton, Curry y Goodman, 2007, p. 25.
85. ↑  Murphy, 2007, pp. 52, 102.
86. ↑  Farnsworth, 1982, pp. 15-17.
87. ↑  Murphy, 2007, pp. 69, 94.